# Somerville (Massachusetts)
Somerville é uma cidade do estado americano de Massachusetts, situado ao norte de Cambridge (Massachusetts), no Condado de Middlesex.

## Geografia
De acordo com o United States Census Bureau, a cidade tem uma área de 10,9 km², onde 10,7 km² estão cobertos por terra e 0,3 km² por água.

## Demografia
Segundo o censo nacional de 2010, a sua população é de 75 754 habitantes e sua densidade populacional é de 7 099,22 hab/km². É a cidade mais densamente povoada do Massachusetts. Possui 33 720 residências, que resulta em uma densidade de 3 160,04 residências/km².
Junto com Cambridge (Massachusetts), é um dos centros americanos da população portuguesa e brasileira.